# 马里奥·托基奇
马里奥·托基奇（1975年7月23日—），克罗地亚男子足球运动员，场上位置是后卫。他曾代表克罗地亚参加2004年欧洲足球锦标赛和2006年国际足联世界杯。